# Aedes natronius
Aedes natronius är en tvåvingeart som beskrevs av Edwards 1932. Aedes natronius ingår i släktet Aedes och familjen stickmyggor. Inga underarter finns listade i Catalogue of Life.